# Município de Boardman (condado de Mahoning, Ohio)
Localização do Ohio nos E.U.A.
O município de Boardman (em inglês: Boardman Township) é um município localizado no condado de Mahoning no estado estadounidense de Ohio. No ano 2010 tinha uma população de 40889 habitantes e uma densidade populacional de 664,14 pessoas por km².

## Geografia
O município de Boardman encontra-se localizado nas coordenadas 41° 01′ 18″ N, 80° 39′ 54″ O. Segundo o Departamento do Censo dos Estados Unidos, o município tem uma superfície total de 61.57 km², da qual 60.88 km² correspondem a terra firme e (1.11%) 0.68 km² é água.

## Demografia
Segundo o censo de 2010, tinha 40889 pessoas residindo no município de Boardman. A densidade de população era de 664,14 hab./km².